# New Castle (Indiana)
New Castle è una città degli Stati Uniti d'America, capoluogo della contea di Henry, nello Stato dell'Indiana. Situata 71 km ad est-nordest di Indianapolis, sul fiume Big Blue, secondo lo United States Census Bureau, la città ha una superficie totale di 15,4 km²).
Dal punto di vista demografico, in base al censimento del 2000, la popolazione contava 17 780 abitanti, 7 462 nuclei familiari e 4 805 famiglie residenti. La densità di popolazione era di 1153,8 ab./km². La composizione etnica della popolazione era 96,37% bianchi, 1,85% afroamericani e la parte rimanente altri gruppi. Stime più recenti (2007) indicano una popolazione di 18 347.
New Castle è circondata da un distretto agricolo, pur essendo stata, in passato, un centro industriale di una certa importanza.